# Alexandre III d'Antioche
Alexandre III, né en 1869 et mort en 1958, fut patriarche orthodoxe d'Antioche et de tout l'Orient de 1928 à 1958.